# Бондарёво (Хакасия)
Бондарево — село в России, в Бейском районе Республики Хакасия, в  России.
Административный центр Бондаревского сельсовета.

## География
Расположено в 33 км к юго-западу от Беи. Расположено на р. Сос — правом притоке р. Абакан — степной зоне. На северо-запад от села раскинулось озеро.
Улицы
Всего в Бондарево 15 улиц: 50 лет Октября ул.; Бондарева ул.; Будникова ул.; Буяновского ул.; Калинина ул.; Красноармейская ул.; Красных Партизан ул.; Лебедева ул.; Ленина ул.; Набережная ул.; Октябрьская ул.; Парижской Коммуны ул.; Пролетарская ул.; Советская ул.; Школьная ул.

## Население
| 2002 | 2010  |
| ---- | ----- |
| 1856 | ↘1586 |

Численность хозяйств — 865, население — 1898 чел. (01.01.2003).

## История
Село было основано в 1830 году под первоначальным названием «Обетованная» отпущенными на волю крепостными крестьянами из Воронежской губернии (9 дворов, 82 души). Территория для поселения ссыльных была предоставлена по приговору (решению) сельского общества с. Табат  и казаков Монуцкого казачьего форпоста (ныне- Большой Монок) В 1849 деревня насчитывала 70 дворов и 430 душ. С 1850 по 1917 и с 1917 по 1958 деревня носила название Иудино, поскольку служило местом ссылки из центральных районов России крестьян, принадлежавших к субботникам.
В 1867 году в село был сослан  государственный преступник, бывший солдат одного из Кавказских батальонов, исповедующий иудаизм Тимофей Бондарев. Здесь он проживал с семьёй и детьми. Занимался сельским трудом на своём участке земли. Кроме того, на протяжении нескольких десятилетий  он был здесь сельским учителем. Увлёкшись идеями Льва Толстого, ссыльный Бондарёв вступил с ним в активную многолетнюю переписку, в 1887 году опубликовал отмеченный влиянием Толстого трактат «Трудолюбие и тунеядство». В 1958 г. село Иудино было переименовано в Бондарёво в его честь, в 2005 г. воздвигнут памятник Бондарёву. Однако сама могила осталась в стороне, на территории д\сада.
В XX веке село продолжало оставаться местом ссылки — в частности, репрессированных в СССР немцев Поволжья.
В годы советской власти, в 1924—1933 гг., Бондарёво входило в Бейский район, в 1933—1966 гг. — в Аскизский район, а с 1966 года и по настоящее время — в Бейский район ХАО (ныне — Республики Хакасия).

## Инфраструктура
Развитое сельское хозяйство. Личное подсобное хозяйство.

## Транспорт
В 12 км от Бондарево находится село Бельтырское, откуда идёт дорога через Маткечик в Бондарево. В селе начинается дорога, идущая в Табат через Верх-Киндирлу.
Расстояние до ближайшей железнодорожной станции Аскиз — 35 км, до г. Абакана — 135 км.